# Oropodisma macedonica
Oropodisma macedonica is een rechtvleugelig insect uit de familie veldsprinkhanen (Acrididae). De wetenschappelijke naam van deze soort is voor het eerst geldig gepubliceerd in 1951 door Ramme.